# Station Aalen
Station Aalen, Duits: Aalen Hauptbahnhof, is een spoorwegstation in de Duitse stad Aalen. Het station werd in 1861 geopend. Tot aan de renovatie in 2016 heette het station Aalen.

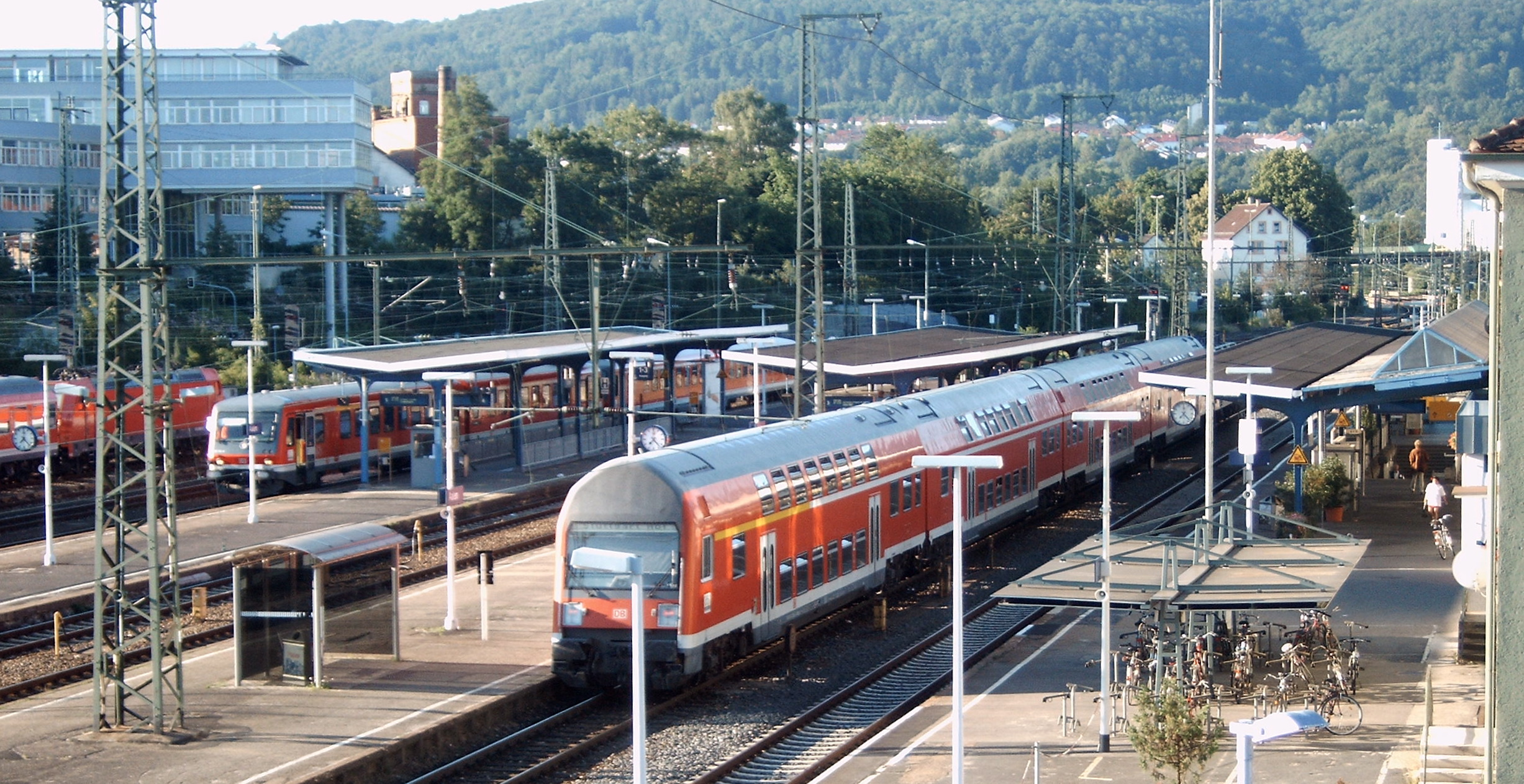
Perrons op Aalen Hbf (2011)
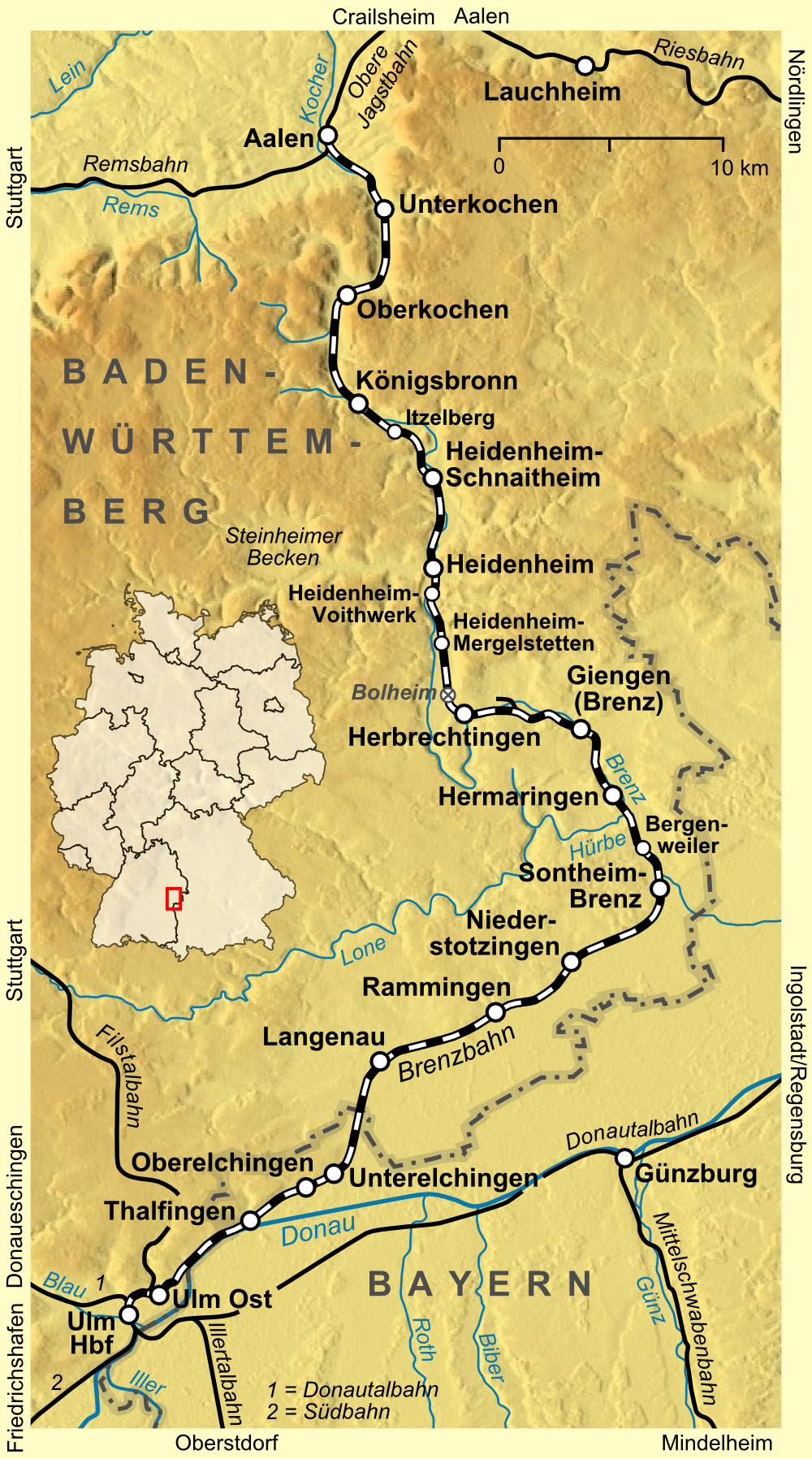
Traject Brenzbahn
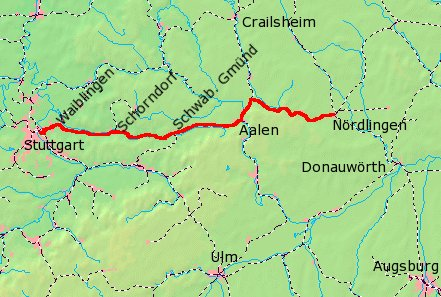
Traject Remsbahn
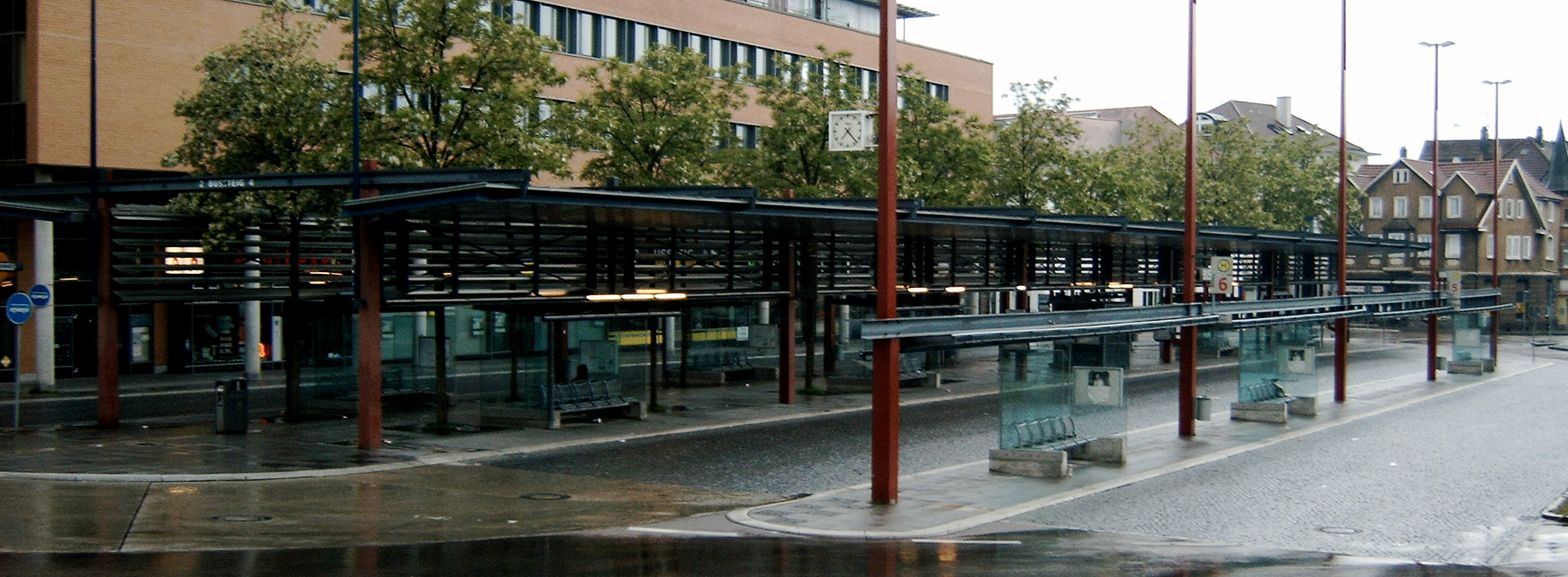
Busstation (gebouwd in 2003)
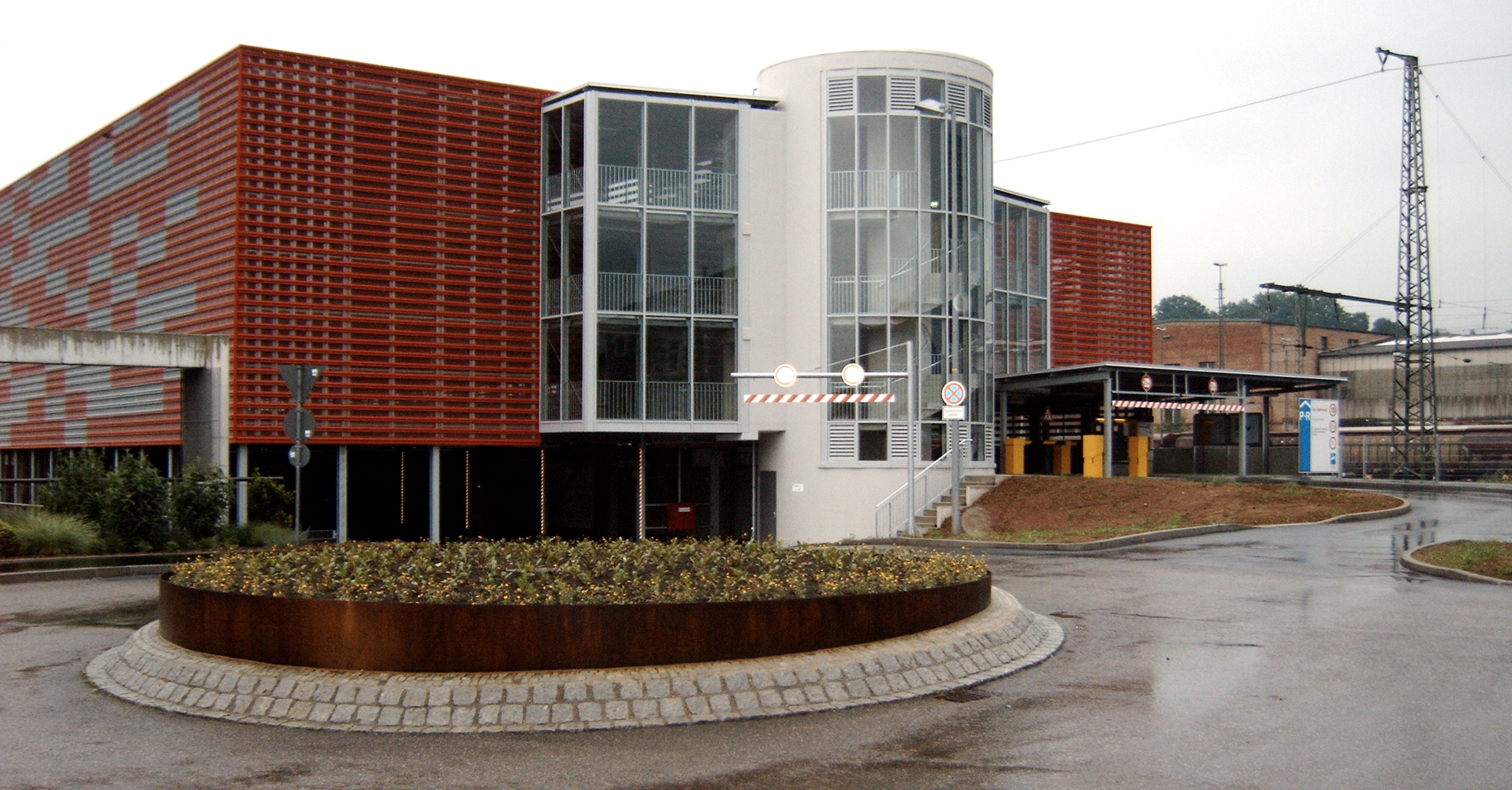
P&R-parkeergarage
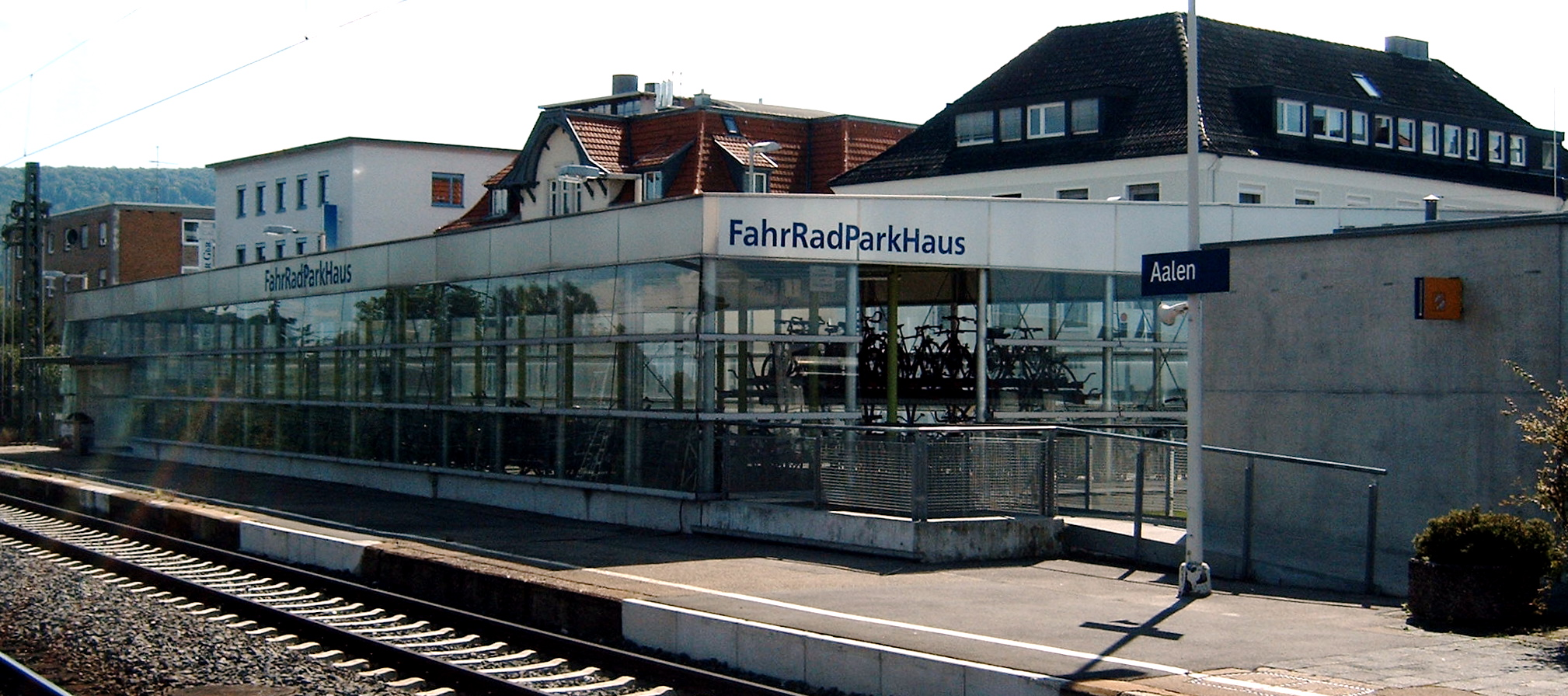
Overdekte fietsenstalling bij het station

Het station ligt aan de volgende spoorlijnen:
- Spoorlijn Aalen-Ulm of Brenzbahn
- Spoorlijn Stuttgart-Nördlingen of Remsbahn, ten dele bereden door stoptreinen van de Go-Ahead Group

De treinen van en naar Stuttgart Hauptbahnhof rijden ieder half uur; in de andere richtingen eens per uur of per twee uur.
In de gemeente Aalen liggen nog enige voorstadstations, en wel in de volgende stadsdelen:
- Wasseralfingen, ten noorden van Aalen Hbf
- Unterkochen, ten zuiden van Aalen Hbf
- Hofen, ten noorden van Aalen Hbf
- Goldshöfe , op de grens met de gemeente Rainau.
- Aalen West (2021: gepland, bouwvergunning verleend)
- Aalen Süd (2021: gepland)